# Volkspolizei-Bereitschaft/Ordnungseinsatz
VPB Ordnungseinsatz ist eine Textausgliederung aus dem Artikel VP-Bereitschaft.
Die VP-Bereitschaften bzw. Teile von ihnen (Kompanie oder Zug) handelten im Ordnungseinsatz in Unterstellung unter einem Einsatzleiter eines VPKA (Kreisamt) bzw. in Berlin eines VP-Reviers. In der Regel stellte demzufolge ein Leutnant d.VP (Schutzpolizei) dem Kompaniechef, einem Major oder Hauptmann d.VP die Aufgaben. Im Gegensatz zu den Angehörigen der VP-Bereitschaften besaß der Einsatzleiter Kenntnisse über die polizeiliche Lage im Handlungsraum und über geltende Rechtsvorschriften.
Angewendet wurden folgende taktischen Methoden:
- Sichern
- Überwachen
- Kontrollieren
- Regeln
- Begleiten
- Isolieren
- Sperren
- Räumen
- Auflösen

Innerhalb dieser taktischen Methoden wurden die folgenden Einsatzformen angewendet:
- Einsatzgruppen
- Posten
- Kordon
- Sperrkette
- Sperrkreis
- Räumkette

Die Stärke, Bewaffnung und Ausrüstung der Einsatzform sowie die Art und Dauer ihres Einsatzes waren von der zu erfüllenden Aufgabe abhängig.
Die Stärke betrug für
| - Einsatzgruppen - Trupp - Posten |  | Gruppen- bis Zugstärke 4 Wachtmeister bis Gruppenstärke 1 Wachtmeister bis maximal Gruppenstärke |

## Definitionen der Taktischen Methoden

### Sichern
Sichern ist das Besetzen und Bewachen von Abschnitten, Räumen und Objekten mit dem Ziel, die Bevölkerung, Einrichtungen und materielle Güter vor gegnerischer Tätigkeit oder anderen Störungen zu schützen sowie eine ständige oder zeitweilig festgelegte Ordnung aufrechtzuerhalten.
Beispiel: beim Absichern eines Raumes nach einem Flugzeugabsturz wie bei Königs Wusterhausen 1972.
| Arten:                                                                 | Etappen:                                        |
| - Objektsicherung - Streckensicherung - Platzsicherung - Saalsicherung | - Vorsicherung - Hauptsicherung - Nachsicherung |

### Überwachen
Überwachen ist das Beobachten und Überprüfen der Handlungen von Personen sowie möglicher Störer und Gefahrenherde, mit dem Ziel, Gefahren für die öffentliche Ordnung und Sicherheit rechtzeitig zu erkennen.
Beispiel: beim Staatsbesuch in der DDR von Castro oder Tito.

### Kontrollieren
Kontrollieren ist die Überprüfung von Personen, Fahrzeugen und Sachen mit dem Ziel, die festgelegte Ordnung in einem Raum, Abschnitt oder Objekt zu gewährleisten, Rechtsverletzungen vorzubeugen sowie genannte Personen festzustellen und festzunehmen, gesuchte Sachen aufzufinden und sicherzustellen.
Beispiel: angewendet bei der Suche nach flüchtigen Rechtsverletzern.
Als Einsatzgruppen und Posten können in den taktischen Methoden Sichern, überwachen und Kontrollieren zur Anwendung kommen:
- Aufklärungsgruppe,
- Streife und
- Posten (Sicherungs-, Beobachtungs-, Kontroll- und Streifenposten).

### Regeln
Regeln ist die örtliche und zeitliche Koordinierung des Ablaufes des Personen- und Fahrzeugverkehrs mit dem Ziel, Personen oder Fahrzeuge vom Einsatzraum fernzuhalten, die Sicherheit und Flüssigkeit des Verkehrs zu gewährleisten, Stauungen zu verhindern bzw. aufzulösen und die Ableitung des Verkehrs in bestimmte Richtungen zu gewährleisten. Es erfolgt der Einsatz von Kräften der Verkehrspolizei und andere Dienstzweige, in Ausnahmefällen Unterstützung durch Teile oder von geschlossenen Einheiten zur Unterstützung dieser Maßnahmen.
Beispiel: der Einsatz von VPB-Zügen zur zeitweiligen Absperrung von U-Bahn-Zugängen am Alexanderplatz nach dem Puhdy-Konzert während der Weltfestspiele.
Als Posten kommt zur Anwendung:
- Regulierungsposten

### Begleiten
Begleiten ist das Geleiten und der Schutz von Personen, Personengruppen zu Fuß und mit Kfz sowie des Transportes materieller Güter mit dem Ziel, sie vor äußeren Gefahren zu schützen und ihre ungehinderte Bewegung zu gewährleisten.
Zur Verwirklichung dieser taktischen Methode handelt:
- Begleitgruppe

### Isolieren
Isolieren ist das Abgrenzen und Trennen eines Störungsherdes bzw. einer Störergruppe von der Bevölkerung, von Störern untereinander sowie von gefährdeten Personen und das Umstellen von Räumen und Ereignisorten mit dem Ziel, das Eindringen von Personen in den Störungsherd bzw. das unkontrollierte Verlassen des Störungsherdes zu verhindern, die Bürger vor Gefahren zu schützen, den Einsatzkräften Handlungsfreiheit zu gewährleisten, Rettungs- und Bergungsarbeiten zu sichern.
Beispiel: der Einsatz bei den friedlichen Demonstrationen im Herbst 1989.

### Sperren
Sperren ist das Besetzen von Abschnitten mit dem Ziel, ein unberechtigtes Eindringen in Räume oder Objekte zu verhindern.
Beispiel: bei Fußballveranstaltungen.
Zur Verwirklichung dieser taktischen Methode werden die Einsatzformen:
- Sperrkreis (Umstellung von Personengruppen),
- Sperrkette (Aufstellung einer Postenkette in einer Front) und
- Kordon (Aneinanderreihung von Posten/Repräsentation) angewendet.

### Räumen
Räumen ist das Entfernen von Personen und Personengruppen von Straßen und Plätzen sowie aus Gebäuden und Geländeabschnitten mit dem Ziel, Störungen zu verhindern, die Bevölkerung vor Gefahrenherden zu entfernen sowie störungsverursachende bzw. ungesetzliche Menschenansammlungen in bestimmte Richtungen abzudrängen und aktive Störer vorläufig festzunehmen.

Als Einsatzform wird angewendet
- die Räumkette: Sperrkette in Bewegung.

### Auflösen
Auflösen ist das Aufteilen, Ableiten und Zerstreuen von Menschenansammlungen mit dem Ziel, Störungen zu verhindern bzw. zu beseitigen und eine erneute Ansammlung nicht zuzulassen. Rädelsführer sind vorläufig festzunehmen.

### Herauslösen
Herauslösen ist das Entfernen von Personen oder erkannten Störern, insbesondere von Rädelsführern, aus Menschenansammlungen mit dem Ziel, Personen zu schützen oder die durch die Störer beabsichtigte oder hervorgerufene Störung zu beseitigen oder das Schaffen von günstigen Bedingungen zur Wiederherstellung der öffentlichen Ordnung und Sicherheit.
Bei den taktischen Methoden Auflösen und Herauslösen werden als Einsatzformen folgende Einsatzgruppen angewendet:
- Auflösegruppe/-trupp,
- Herauslösegruppe/-trupp und
- Festnahmegruppe.

### Besonderheiten
- Vor jedem Einsatz „überprüfte“ der (Abwehr-)Verbindungsoffizier des MfS jeden Angehörigen und intervenierte gegebenenfalls gegenüber dem K-VPB.
- Die während eines Ordnungseinsatzes mitgeführten polizeilichen Hilfsmittel und Waffen (Maschinenpistolen) ermöglichten nur bedingt den „sofortigen Übergang zu aktiven Handlungen“, da Schlagstöcke und Reizgas in Transportkisten in unmittelbarer Verantwortung des Zugführers auf den Mannschaftstransportwagen verplombt aufbewahrt und erst angewendet wurden, nachdem der Einsatzleiter des VPKA auf dem Befehlsweg die Genehmigung eingeholt hatte. Nur durch den Minister bzw. in Ausnahmefällen durch den Chef-BDVP erfolgte die Freigabe von polizeilichen Hilfsmitteln (Befürchtungen vor politische Auswirkungen bzw. westdeutschen Medienberichten).
- Ein Zivileinsatz von Wehrpflichtigen erfolgte nicht. Die Aufbewahrung von Zivilkleidung in der Kaserne war strikt untersagt. Nur die Spezialaufklärer der Allgemeinen Aufklärungsgruppe der Stabskompanie (Anti-Terror-Einheit, Unterführer auf Zeit), maximal zwei Trupps, wurden in Ausnahmefällen auf Befehl des Chef-BDVP eingesetzt.
Die Angehörigen der OHS wurden in Zivil (persönliche Bekleidung der OS und Offiziere) im Verlauf der Weltfestspiele in Berlin vor und in den Unterkünften der Delegierten und anlässlich der Durchführung von Parteitagen in den Hotels, in denen Delegierte untergebracht waren, gemeinsam mit MfS-Angehörigen eingesetzt („Klassenkampf an der Bar“).